# Conselho Político Nacional
O Conselho Político Nacional foi um órgão consultivo do Estado Português instituído pelo Decreto n.º 20643, de 22 de Dezembro de 1931.

## Objecto
O Conselho Político Nacional deveria ser ouvido «em todos os assuntos de política e administração que sejam de superior interesse público no plano de reorganização do Estado em harmonia com os fins do movimento de 28 de Maio de 1926».
O diploma de instituição do Conselho enumerava os assuntos sobre os quais este deveria ser consultado:
- Projectos de Constituição Política e dos Códigos Administrativo e Eleitoral;
- Organização do regime corporativo do Estado.

## Composição
O Conselho era presidido pelo Presidente da República, Óscar Carmona, e constituído por:
- Presidente do Ministério[1];
- Ministro do Interior[2];
- Presidente do Supremo Tribunal de Justiça[3];
- Procurador-Geral da República[4];
- Até onze membros nomeados pelo Presidente da República «de entre homens públicos de superior competência»:
  - António de Oliveira Salazar, então Ministro das Finanças;
  - Armindo Monteiro, então Ministro das Colónias;
  - General José Vicente de Freitas;
  - General Daniel Rodrigues de Sousa;
  - Contra-Almirante Jaime Afreixo;
  - Coronel Abílio Valdez de Passos e Sousa;
  - Doutor Martinho Nobre de Melo
  - Doutor Mário de Figueiredo;
  - Doutor Manuel Rodrigues;
  - Doutor José Alberto dos Reis.

## Funcionamento
O Conselho Político Nacional tomou posse em 13 de Janeiro de 1932.
Realizou apenas quatro reuniões, em 5 de Maio, 11 de Maio e 27 de Junho de 1932 e em 6 de Abril de 1933, tendo definido a metodologia de trabalho na primeira reunião. Nas reuniões de 11 de Maio e 27 de Junho de 1932, o Conselho pronunciou-se sobre o projecto de Constituição.
O texto final da Constituição foi publicado em suplemento ao Diário do Governo de 22 de Fevereiro de 1933 e objecto de plebiscito em 19 de Março do mesmo ano.
Após o plebiscito, o Conselho realizou a sua última reunião, de natureza formal. A Constituição Política da República Portuguesa de 1933 entrou em vigor em 11 de Abril do mesmo ano.